# Tolhuister Elfstedentocht
De Tolhuister Elfstedentocht was een tocht langs de Friese elf steden en werd één keer georganiseerd in 1929.
Na de officiële Elfstedentocht van 1929 bleef het nog een tijd hard vriezen. Het vroor zelfs zo hard dat er door een stel Leeuwarder caféhouders op 28 februari nog een officieuze Elfstedentocht werd georganiseerd. De route van de tocht was gelijk aan de eerdere Elfstedentocht, alleen de start was aan de Groningerstraatweg bij Café it Tolhûs. Daarom werd deze tocht de Tolhuister Elfstedentocht genoemd.
Slechts 48 mannen en 1 vrouw kwamen opdagen. Winnaars werden Marten van der Kooij en Ype Smid, beide uit Hindeloopen. Derde werd Andele Swierstra uit Poppingawier. De tocht ging een stuk soepeler dan de officiële. Van de 49 schaatsers wisten 44 de tocht te voltooien. Het duo uit Hindeloopen wist een tijd neer te zetten van 10.32, een stuk sneller dan de 11.09 van Karst Leemburg, de winnaar van de officiële Elfstedentocht twee weken daarvoor. De organisatie was zo enthousiast over de tocht dat ze een week later in maart alweer een Elfstedentocht planden. Dit plan werd na een gesprek met Mindert Hepkema, voorzitter van de Vereniging De Friesche Elf Steden, afgelast.